# Христо Бангеев
Христо Бангеев е български футболист, нападател, аматьорски национал на България.
Роден е в София, възпитаник е на 36 СОУ „Максим Горки“ в София, който завършва през 2011 година. Започва своята футболна кариера в редиците на Септември (София), където първи треньор му е Любомир Грозданов.
Преминава в ДЮШ на ПФК Славия (София), където престоява три години, преди да се озове в юношите старша възраст на ПФК ЦСКА (София). Там тренира под ръководството на Димитър Димитров-Трактора. Като юноша преминава проби в ДЮШ на елитния италиански клуб „Киево“.
През 2010 година се завръща в Славия, където играе още един сезон в елитната младежка група.

## Футболна кариера

### ФК Сливнишки герой
Присъединява се към отбора на Сливнишки герой през лятото на 2011 година, като подписва първи професионален договор с отбора, къойто през Сезон 2011/2012 се състезава в Западната Б ПФГ. В началото на сезона, в тренировъчна игра, получава контузия в дясното коляно, което го изважда от състава за целия сезон.
Дебютира за отбора в официален мач на 19 август 2012 година, в мач срещу ФК Перун (Кресна). Първи гол в официален мач отбелязва на 26 август 2012 г., бележейки второто попадение при победата на Сливнишки герой над ФК Септември (София) с 4 – 0. На 9 септември 2012 г. отбелязва две попадения срещу ФК Германея (Сапарева баня), в мач завършил 5 – 1.
През 2013 година има основни заслуги за отличното представяне на сливничани в първенството на югозапад, благодарение на което през лятото преминава в отбора на ПФК Марек (Дупница). Поради проблеми обаче не се налага в отбора и през есента на същата година се завръща в Сл. герой.
През зимната пауза на 2014 година започва проби с елитния ПФК Локомотив (София), като през месец януари играе в четири контролни мача.

### Оборище (Панагюрище)
През зимата на 2015 година Бангеев преминава в отбора на Оборище (Панагюрище), който по това време е участник в Югозападната В група. С тима става шампион в групата, завършвайки на първо място и получавайки право да участва в професионалната Б група за Сезон 2015/2016 г.

### Национален аматьорски отбор
Благодарение на добрите си изяви с отбора на Сливнишки герой, през ноември 2012 година е повикан в Националния аматьорски отбор, с който играе контрола с юношите на ЦСКА, на 28 ноември, а Бангеев отбелязва две попадения в мача.
Добрите му изяви продължават и през 2013 година, като благодарение на негови попадения, отбора се класира на финалите за Европейско първенство за аматьори в Италия.
През септември 2014 година вече е капитан на аматьорския национален отбор, като го води в срещите от турнира UEFA Region's Cup, който се провежда в Белград, Сърбия. Отбелязва изравнителното попадение за България при загубата с 1 – 2 от Чехия.